# Udo Ehrbar

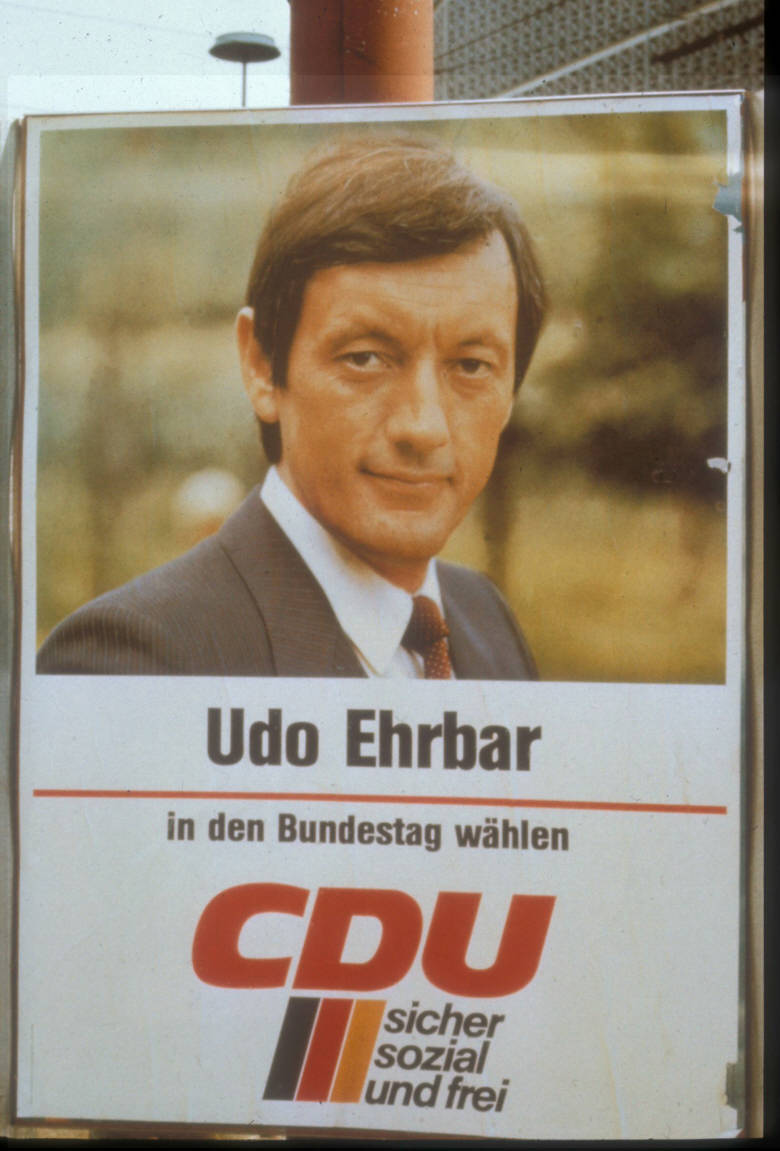
Kandidatenplakat Udo Ehrbars zur Bundestagswahl 1980

Udo Ehrbar (* 2. Mai 1942 in St. Ilgen) ist ein deutscher Politiker (CDU).
Er studierte Volkswirtschaftslehre an der Universität Heidelberg und wurde Diplom-Volkswirt. Nach seinem Studium war er dort von 1970 bis 1979 Lehrbeauftragter für Volkswirtschaftslehre für Juristen. Von 1979 bis 1997 war er Vorsitzender des Vorstandes der Volksbank Kurpfalz in Heidelberg.
Vom 29. März 1983 bis zum 10. November 1994 war Ehrbar drei Wahlperioden Mitglied des Deutschen Bundestages. Er wurde für die CDU über ein Direktmandat im Wahlkreis Heidelberg in Baden-Württemberg gewählt. Im Bundestag war er u. a. Mitglied des Finanzausschusses und wirkte dabei insbesondere an der dreistufigen Steuerreform 1986/1988/1990 mit.
1984 wurde er auch Handelsrichter am Landgericht Heidelberg und in dieser Funktion auch Mitglied des Präsidiums des Bundesverbandes der Richter in Handelssachen. Seit 1982 ist er Mitglied der Alfred Weber-Gesellschaft; Arbeitskreis für Wirtschaft in Verbindung mit den Wirtschaftswissenschaften an der Universität Heidelberg. Er wurde als Unternehmensberater tätig und Leiter des Steinbeis-Beratungszentrums Heidelberg/Walldorf für „Internationale Projektfinanzierungen“.